# سور (فرانسه)
سور (به فرانسوی: Sèvres) یک کمون (فرانسه) در جنوب غربی پاریس، فرانسه و در ۹ کیلومتری از مرکز شهر پاریس واقع شده‌است. سور ۳٫۹۱ کیلومتر مربع مساحت و ۲۳٬۵۷۲ نفر جمعیت دارد.

## خواهرخوانده
شهرهای ولفلبوتل و مونت‌پراسپکت، ایلینوی خواهرخوانده‌های سور (فرانسه) هستند.